# Аню Анґелов
Аню Анґелов (нар. 22 грудня 1942, Хасково, Болгарія) — болгарський політик. Колишній міністр оборони Республіки Болгарія (2010—2013). Член право-центристського уряду Бойко Борисова.
Військовий педагог комуністичних часів, член партії ГЕРБ.

## Біографія
Закінчив Вище військове артилерійське училище імені Георгія Дімітрова за фахом інженер-радіоелектронік. Після цього — Військова академія імені Г. С. Раковски за фахом стратегічне управління збройними силами та спеціалізація у військових закладах комуністичної Москви у часи шефа СССР В. Андропова (1982—1984). У 2000-их роках закінчив Коледж оборони НАТО в Римі.

## Кар'єра
1990 — призначений командувачем ППО сухопутних військ комуністичної Болгарії, а вже 1992 року — заступник командувача Сухопутних військ Болгарії, яка звільнилася з-під московської опіки.
1994—1997 — заступник начальника Генерального штабу Болгарської армії, після чого призначений військовим аташе при посольстві Болгарії у Великій Британії. 2000—2002 — начальник Військової академії імені Раковського.
У часи правління червоних урядів 2000-их років приєднався до право-центристів — партії ГЕРБ. Завдяки цьому зробив стрімку політичну кар'єру — від заступника міністра оборони до міністра оборони Болгарії (від 27 січня 2010 року). На цьому посту замінив цивільного міністра Ніколая Младенова, який очолив зовнішньополітичне відомство в уряді Бойко Борісова.
2011 року стикнувся із проблемою пенсійного забезпечення військових, при чому 2,500 тисяч офіцерів було скорочено, а пенсійний вік військовослужбовців збільшено у середньому на два роки. При чому пенсійний вік для генералів та адміралів армії наступає тепер з 62 років.
Серед дискусійних рішень міністра — ліквідація підводного військового флоту Болгарії. Аню Анґелов заявив:
| Болгарія вперше за останні 50 років залишиться без підводного флоту, оскільки утримувати і підтримувати у бойовому стані підводного човна «Слава», збудованого ще 1960 року, непосильно для країни |
Значну увагу міністр приділяє омолодженню складу ВПС Болгарії, основна частина якого мають 15 і більше років стажу. Також 2011 року Міністерство оборони оголосило тендер на придбання восьми нових багатофункціональних винищувачів. Пріоритет — компанії США, Швеції (JAS-39 «Ґріпен»), Німеччини та Франції.
Активізувала роботу військова прокуратура, проведено ревізію угод міністерства оборони за попередні роки. Після відставки у лютому 2013 — радник Бойко Борісова.

## Особисто життя
Вільно володіє англійською та російською мовою.
Одружений, має двох синів.